# Phyllomedusinae
Phyllomedusinae – podrodzina płazów z rodziny rzekotkowatych (Hylidae).

## Zasięg występowania
Podrodzina obejmuje gatunki występujące od tropikalnych rejonów Meksyku do Argentyny.

## Systematyka

### Taksonomia
Duellman, Marion i Hedges w 2016 roku podnieśli Phyllomedusinae do rangi odrębnej rodziny.

### Podział systematyczny
Do podrodziny należą następujące rodzaje:
- Agalychnis Cope, 1864
- Callimedusa Duellman, Marion & Hedges, 2016
- Cruziohyla Faivovich, Haddad, Garcia, Frost, Campbell & Wheeler, 2005
- Hylomantis Peters, 1873
- Phasmahyla Cruz, 1991
- Phrynomedusa Miranda-Ribeiro, 1923
- Phyllomedusa Wagler, 1830
- Pithecopus Cope, 1866